# SN 2011bt
SN 2011bt – supernowa typu Ia odkryta 28 marca 2011 roku w galaktyce A125255+0746. W momencie odkrycia miała maksymalną jasność 19,20m.